# Мотив (телесериал)
«Мотив» (англ. Motive) — канадский телесериал, премьера которого состоялась 3 февраля 2013 года на канале CTV, сразу же после трансляции Супербоула. Премьера привлекла 1,23 млн зрителей, что позволило сериалу занять первое место в списке самых успешно стартовавших канадских программ в сезоне 2012-13.
В центре сюжета сериала находится детектив и одинокая мать, которая использует необычные методы расследования преступлений. В январе 2013 года было объявлено, что канал ABC купил права на трансляцию сериала летом 2013 года в США. В мае 2013 года сериал был продлен на второй сезон, который стартовал 21 мая 2014 года. 1 июня 2015 года сериал был продлен на четвертый сезон в Канаде, однако закрыт в США.

## Актёры и персонажи
- Кристин Леман — детектив Анжелика Флинн
- Лорен Холли — доктор Бетти Роджерс
- Луис Феррейра — детектив Оскар Вега
- Брендан Пенни — детектив Брайан Лукас
- Роджер Кросс — старший сержант Бойд Блум
- Кэмерон Брайт — Мэнни Флинн

## Обзор сезонов
| Сезон | Сезон | Эпизоды | Дата показа    | Дата показа     |
| Сезон | Сезон | Эпизоды | Премьера       | Финал           |
| ----- | ----- | ------- | -------------- | --------------- |
|       | 1     | 13      | 3 февраля 2013 | 16 мая 2013     |
|       | 2     | 13      | 6 марта 2014   | 29 мая 2014     |
|       | 3     | 13      | 8 марта 2015   | 7 июня 2015     |
|       | 4     | 13      | 22 марта 2016  | 30 августа 2016 |